# Antanas Kavaliauskas
Antanas Kavaliauskas, né le 19 septembre 1984 à Vilnius, dans la République socialiste soviétique de Lituanie, est un joueur lituanien de basket-ball, évoluant au poste de pivot.

## Carrière
En mars 2014, Kavaliauskas quitte le Bilbao Basket pour cause de salaires impayés et rejoint le Lietuvos rytas avec un contrat courant jusqu'à la fin de la saison 2015-2016.
Kavaliauskas remporte la coupe de Lituanie en 2016 et est élu MVP de la compétition.
Kavaliauskas prend sa retraite en juillet 2019.